# Shayrat
Shayrat (em árabe: الشعيرات, às vezes referida como Sha'irat) é uma aldeia localizada no centro da Síria, administrativamente pertencente à província de Homs, localidade situada ao sudeste de Homs na margem ocidental do deserto sírio. As localidades próximas incluem Dardaghan a oeste, al-Manzul e al-Riqama a noroeste, Sadad ao sul e al-Hamrat ao sudoeste. De acordo com o Bureau Central de Estatísticas da Síria (BCE), Shayrat tinha uma população de 1 443 habitantes no recenseamento 2004. Shayrat havia sido classificada como uma aldeia abandonada ou khirba pelo estudioso inglês Eli Smith em 1838.
Shayrat fica perto da base aérea de Shayrat.